# حبيب مسعود
حبيب مسعود (1899 - 1977) هو صحفي وكاتب مهجري لبناني من مؤسسي جمعية العصبة الأندلسية التي تهتم بالأدب العربي في البرازيل وعمل رئيس تحرير لمجلتها «العصبة». ألف كتابين «جبران حيا وميتا» و«ما أجملك يا لبنان».

## النشأة والمسيرة
ولد حبيب مسعود في بشري ودرس فيها في مدرسة كاهن الرعية أين تعلم الأبجدية العربية والقليل من السريانية. ثم نزح بعمر التاسعة إلى بيروت ودرس في «مدرسة الحكمة» والتي كانت تسمة «مدرسة المطران» أين اعتنى به معلمه شبلي الملاط. هاجرا والداه إلى البرازيل والتحق يهم في 1913 حيث واجه عدة صعوبات من بينها عدم معرفته بالبرتغالية. عرف نجاحا صحفيا إذ أسس مع أنطون سليم سعد جريدة «الأنيس» في 1916، وأصبح محرر جريدتي «الجديد» لتوفيق ضعون وإلياس فرحات في 1919 ثم رئيس تحرير جريدة «النهضة اللبنانيّة» التابعة لجمعية النهضة اللبنانية في سان باولو في 1918 واستمر يعمل فيها لقرابة عامين قبل أن تنقطع عن الصدور. ثم توجه بعد ذلك لتجارة الحرير. أصدر في 1932 كتاب «جبران حيا وميتا» بمساعدة نسيبه شبل مسعود واحتوى على قرابة 400 صفحة ضمت رسائل ورسومات لجبران، وسافر في رحلتين الأرجنتين والأورغواي لتسويقه امتداد لبداية سنة 1933. فكر في تأسيس رابطة تضم الأدباء العرب في المهجر الجنوبي واستشار أخاه عقل مسعود الذي اُعجب بالاقتراح واتصل بعديد الأدباء طارحا عليهم الفكرة وحضر في الجلسة التأسيسية للجمعية التي سميت العصبة الأندلسية إضافة إلى حبيب مسعود كل من ميشال معلوف ونظير زيتون وإسكندر كرباج ونصر سمعان وداود شكور ويوسف البعيني وحسني غراب ويوسف أسعد غانم وأنطون سليم سعد وشكر الله الجر. ثم مثل صحفيي المهجر الجنوبي في مؤتمر اليونيسكو وبقي في لبنان لسنة كاملة بعد انتهاء المؤتمر يتجول في المدن والقرى ويلقي الخطب وجمع مشاهداته وخطبه في كتاب أصدرته مطبعة جريدة العصبة الأندلسية في سان باولو في 1952 عنوانه «ما أجملك يا لبنان» ينتمي لنوع أدب الرحلة. بعد انقطاع جريدة «العصبة الأندلسية» عن الصدور لأسباب مادية، أصبح رئيس تحرير مجلة «المراحل» لمريانا دعبول فاخوري في سان باولو باللغتين العربية والبرتغالية. قدم إلى لبنان في 1966 بطلب من لجنة جبران الوطنية لإعادة طبع كتابه حول جبران وأضاف في الطبعة الجديدة فصولا من كتابي التائه وحديقة النبي الذين نشرا بعد وفاة مؤلفهما وفصل «بين جبران ومي» الذي تضمن رسائل متبادلة بين جبران ومي زيادة وآراء حول جبران بعد وفاته. عاد إلى لبنان في 1970 واستقر فيه لكنه قتل خلال الحرب الأهلية.
 نشر جريدتي «صوت الحق» في ريو دي جانيرو في 1934 و«العصبة» في 1935 في سان باولو.

## أعماله
- جبران حيا وميتا، سان باولو، البرازيل، 1932
- ما أجملك يا لبنان، مطبعة جريدة العصبة الأندلسية، سان باولو، البرازيل، 1952